# Burenrepubliken

Einige größere Burenrepubliken des 19. Jahrhunderts

Unter Burenrepubliken (niederländisch und afrikaans Boerenrepublieke; gelegentlich auch Burenfreistaaten oder südafrikanische Republiken) versteht man eine Reihe von Staaten, die im späten 18. und im 19. Jahrhundert durch die Buren (europäische Kolonisten zumeist niederländischer Herkunft) in Gebieten des heutigen Südafrika und Namibia gegründet wurden. Die Mehrheit von ihnen hatte nur kurzen Bestand, die beiden größten – die Südafrikanische Republik und der Oranje-Freistaat – konnten ihre Existenz aber fast 50 Jahre lang aufrechterhalten.

## Geschichte
Man kann unter den Burenrepubliken zwei Arten unterscheiden: diejenigen, die vor dem sogenannten Großen Treck entstanden sind, und diejenigen, die danach ausgerufen wurden.

### Erste Phase
Die Burenrepubliken der ersten Art wurden von Kolonisten gegründet, welche gegen die Niederländische Ostindien-Kompanie (VOC) rebellierten. Diese hatte damals die Oberhoheit über die Kapkolonie inne. Es handelte sich bei ihnen de facto um kurzlebige Stadtstaaten. Dazu zählen:
- Republik Graaff-Reinet, unabhängig vom 6. Februar 1795 bis zum 22. August 1796
- Republik Swellendam, unabhängig von Juni bis September 1795

### Zweite Phase
Territorial weitaus größere und beständigere Republiken wurden im Zuge der Auswanderung der Buren aus der Kapkolonie gegründet, nachdem diese im Jahre 1814 (Annexion von Kapstadt) endgültig an Großbritannien gefallen war. Die Briten führten die britische Rechtsprechung sowie Englisch als Staatssprache ein und schafften im Jahre 1833 die Sklaverei ab. Vor allem letzteres erwies sich als nachteilig für die Buren, deren wirtschaftliche Grundlage oft auf der Haltung einheimischer Sklaven beruhte. Aufgebracht von diesen Umständen verließen viele Buren in den darauf folgenden Jahren die Kapprovinz und siedelten sich weiter nördlich an, jenseits der Flüsse Oranje und Vaal.
Dort gründeten die Buren neue eigene Staaten:
- 1836  Republik Winburg bis 1844, aufgegangen in Republik Winburg-Potchefstroom
- 1837  Republik Potchefstroom bis 1844, aufgegangen in Republik Winburg-Potchefstroom
- 1839  Republik Natalia bis 1843
- 1844  Republik Winburg-Potchefstroom bis 1848
- 1847  Republik Kliprivier bis 1848
- 1849  Republik Zoutpansberg bis 1858
- 1849  Republik Lydenburg bis 1860
- 1852  Republik Utrecht bis 1858
- 1852  Südafrikanische Republik (Transvaal) bis 1901 (1914–1915)
- 1854  Oranje-Freistaat bis 1901
- 1882  Stellaland bis 1883, aufgegangen in Vereinigte Staaten von Stellaland
- 1882  Republik Goshen bis 1883, aufgegangen in Vereinigte Staaten von Stellaland
- 1883  Vereinigte Staaten von Stellaland bis 1885
- 1884  Nieuwe Republiek bis 1887
- 1885  Republik Upingtonia bis 1887 (auf dem Staatsgebiet des heutigen Namibia)
- 1886  Klein Vrystaat bis 1891

### Griqua-Gebiete
Einige staatsähnliche Gemeinwesen wurden von sogenannten Griqua (Mischlingen) gegründet:
- Griqualand West bzw. Klipdrift Republic
- Griqualand East bzw. Neu-Griqualand
- Philippolis 1825–1861
- Waterboersland 1813–1871